# Sigismundkapel
De Sigismundkapel (Pools: Kaplica Zygmuntowska), ook Koningskapel of Jagiellonenkapel genoemd, is een van de 19 kapellen die de Wawelkathedraal in de Poolse stad Krakau omringen. Kunsthistorici roemen de schoonheid van het gebouw en omschrijven de kapel als het mooiste voorbeeld van Toscaanse renaissance ten noorden van de Alpen.

## Geschiedenis
Na het overlijden van Barbara Zápolya, de eerste echtgenote van koning Sigismund I, besloot de koning een mausoleum te bouwen. Hij gaf de opdracht aan de Florentijnse architect Bartolommeo Berrecci (1480-1537), die in 1517 een eerste ontwerp van de kapel voorstelde.
De bouw begon in 1519 na afbraak van de gotische Casimir-kapel. In 1533 werd de kapel ingewijd.
Aan de bouw werkten talrijke Italiaanse kunstenaars mee: Antonio da Fiesole, Niccolo Castiglione, Filippo da Fiesole, Bernardino Zanobi de Gianotis, Giovanni Soli, Giovanni Cini da Siena en Giovanni Maria Padovano.

## Architectuur
De kapel werd op een vierkant grondplan gebouwd. De met verguld koper bedekte koepel rust op een achthoekige tamboer, maar is van binnen cirkelvormig en heeft ronde vensters. Een lantaarn met acht rondboogramen sluit de koepel af; de lantaarn is afgewerkt met een kroon op de top. De buitenmuren worden verdeeld door pilasters en kroonlijsten. De ingang is via de kathedraal. De kapel betrof een zelfstandig project van Berrecci en kent geen gelijksoortig werk in Italië. Er is slechts een verre gelijkenis met een tekening van Leonardo da Vinci.

## Interieur
Het bronzen ingangshek met wapens van Polen, Litouwen en Sforza stamt uit 1530-1532 en werd in het atelier van de Duitse beeldhouwer en ijzergieter Hans Vischer te Neurenberg gemaakt. Tegenover de ingang bevindt zich een koningsstoel met de tombe van koningin Anna Jagiello uit 1574 (Santi Gucci). Links staat een prachtig zilveren altaarstuk met scènes uit het leven van de Maagd Maria, een werk van een groep kunstenaars uit Neurenberg dat dateert uit 1531-1538. Het altaar in gesloten stand toont geschilderde scènes van het lijden van Christus. Tegenover het altaar bevinden zich de grafmonumenten van koning Sigismund I (een ontwerp van Berrecci) en koning Sigismund II (een ontwerp van Santi Gucci). In de nissen van de muur staan roodkleurige marmeren beelden van heiligen opgesteld (Sint-Petrus, Sint-Paulus, Sint-Wenceslaus, Sint-Floriaan, Johannes de Doper en Sint-Sigismund). Boven de zes heiligen bevinden zich eveneens van rood marmer gemaakte medaillons van de evangelisten, koning David en koning Salomo. De muren zijn met groteske ornamenten met mythologische motieven en panoplieën bedekt. De koepel is voorzien van een cassettegewelf en in het gewelf van de lantaarn staat het inschrift BARTHOLOMEO FLORENTINO OPIFICE.

## Afbeeldingen

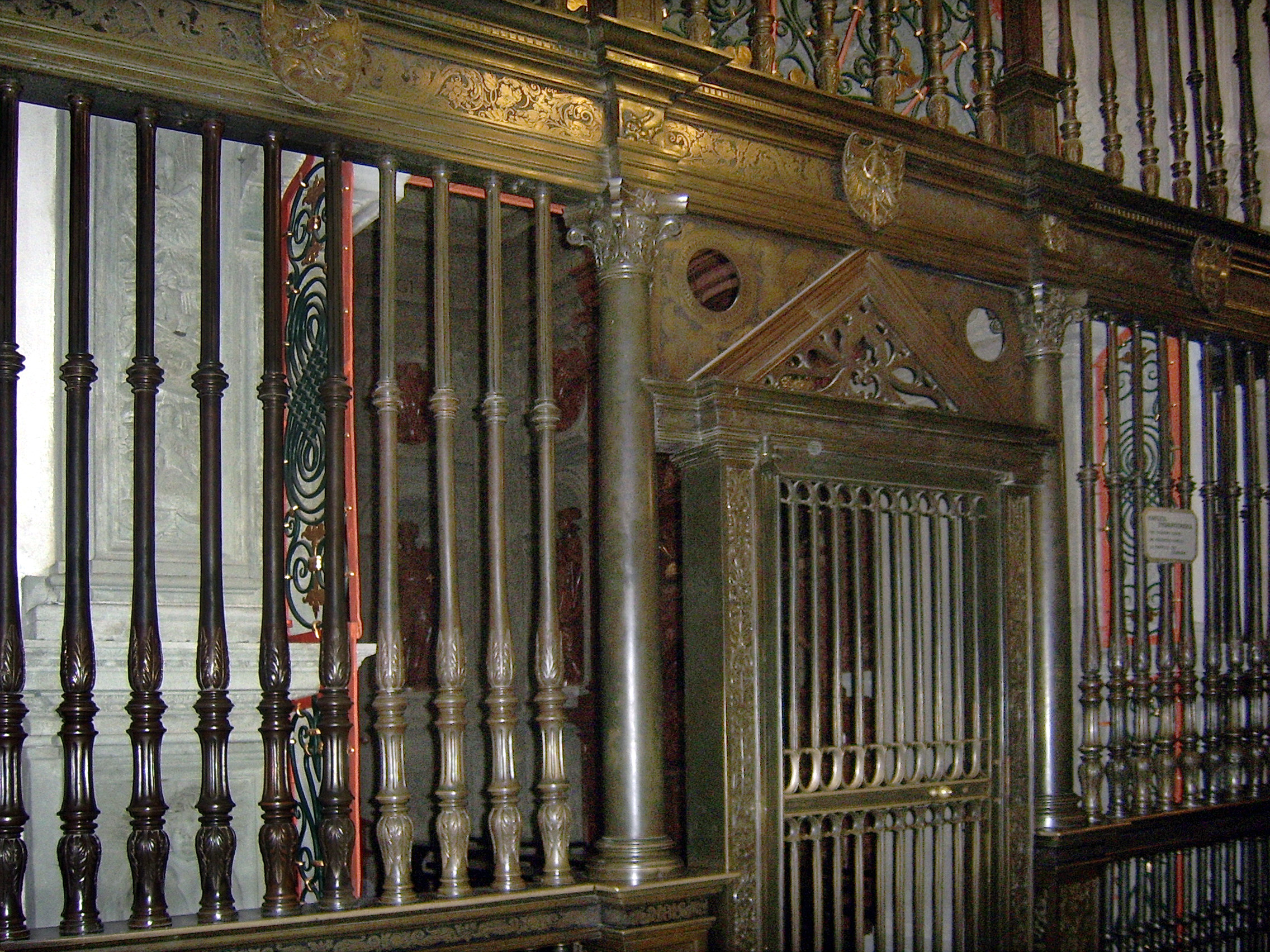
Hek ingang kapel
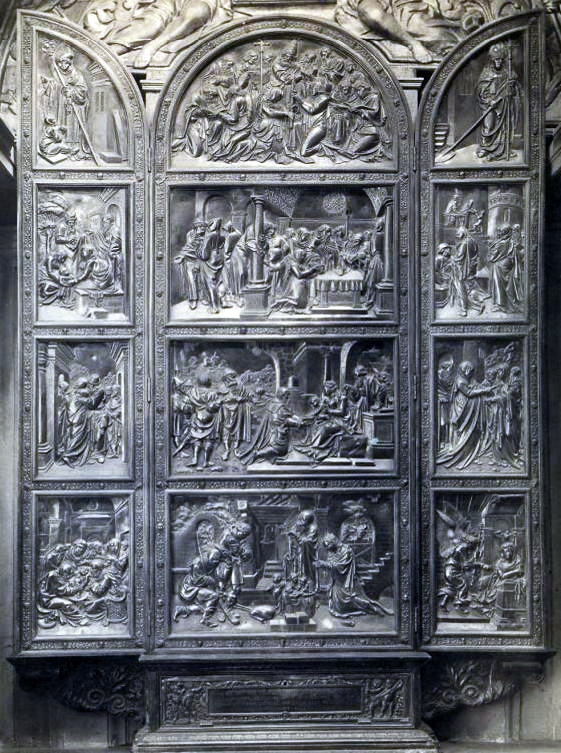
Het geopende zilveren altaar
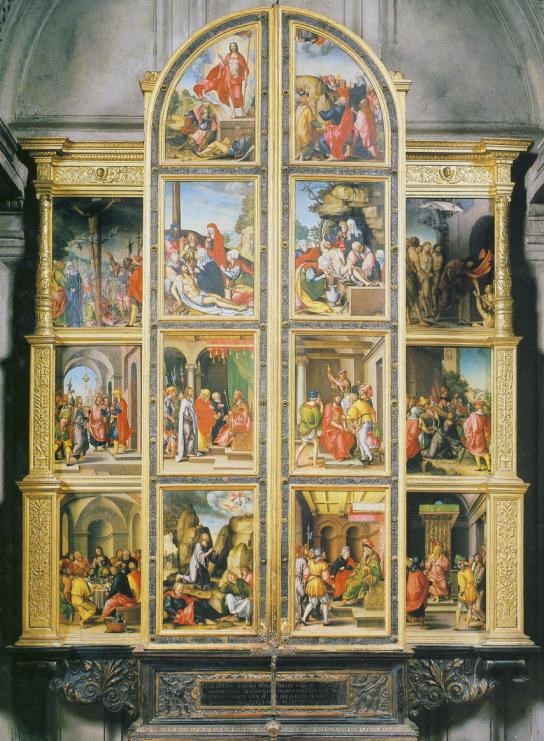
Altaar in gesloten stand
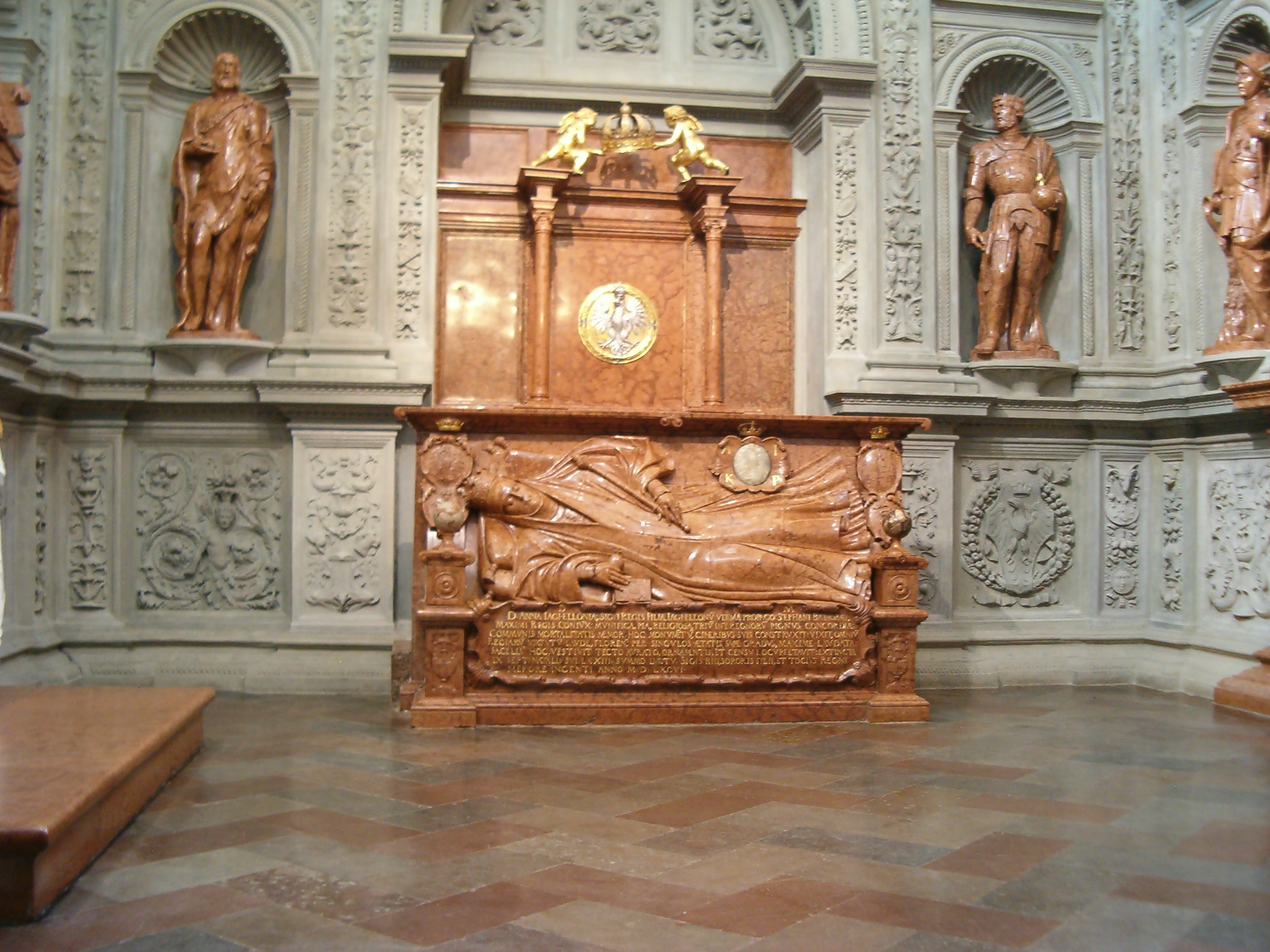
Tombe Anna Jagiello
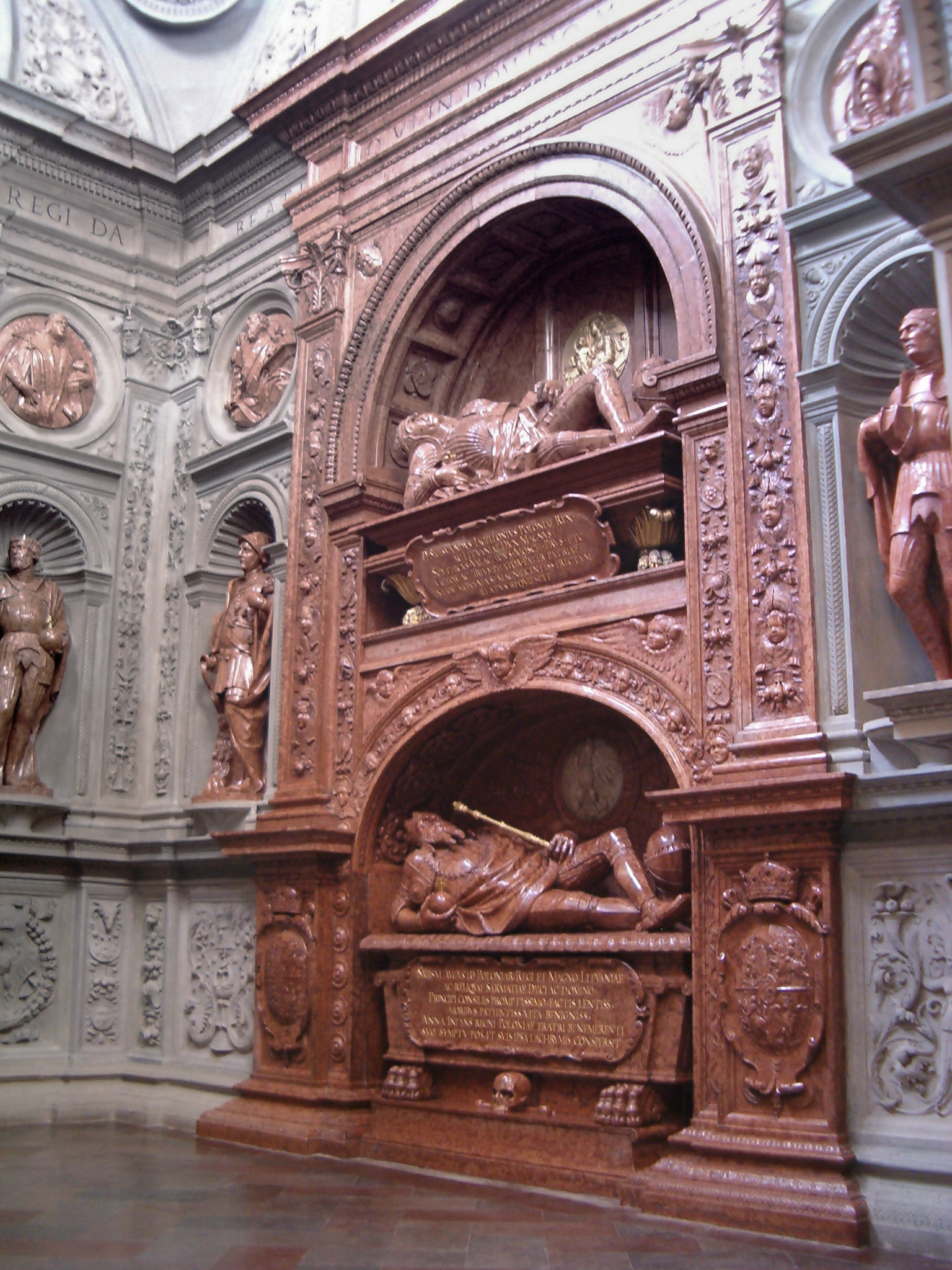
Tombes Sigismund I en Sigismund II